# Ken Duggan
Kenneth B. Duggan (Kanada, Ontario, London, 1963. február 21. –) profi jégkorongozó.

## Karrier
Komolyabb junior karrierjét az OJPHL-es Bramalea Bluesban kezdte 1980-ban és ebben a csapatban töltötte a következő szezont is. 1982–1986 között a University of Toronto csapatában játszott. Utolsó idénye volt a legjobb, ekkor 44 mérkőzésen 54 pontot szerzett. Nem draftolták le. Szabadügynök lett. Előbb az New York Rangershez került majd szintén szabadügynökként a Minnesota North Starshoz. 1986–1987-ben játszott az AHL-es New Haven Nighthawks és az IHL-es Flint Spiritsben. 1987–1988-ban egyetlen mérkőzésen léphetett jégre a Minnesota színeiben a NHL-ben majd még egy mérkőzéset játszott a Flint Spiritsben. A következő idényben a kanadai válogatottban játszott mindössze három mérkőzésen. Ezután visszavonult.